# Aleksander Teleżyński
Aleksander Teleżyński herbu Gozdawa (ur. 21 kwietnia 1878, zm. 1940 w ZSRR) – podpułkownik piechoty Wojska Polskiego, ofiara zbrodni katyńskiej.

## Życiorys
Urodził się 21 kwietnia 1878. Pochodził z ziemiańskiej rodziny Teleżyńskich herbu Gozdawa, zamieszkujących w Małym Porsku pod Łuckiem. Był synem Henryka (1836–1884) i Illuminaty z domu Bońkowskiej (1844–1915). Miał brata Konstantego (1871–1960, inżynier architekt, ojciec Henryka).
Po odzyskaniu przez Polskę niepodległości został przyjęty do Wojska Polskiego. Pełnił funkcję p.o. komendanta Powiatowej Komendy Uzupełnień 2 pułku piechoty Legionów w Piotrkowie w strukturze Dowództwa Okręgu Generalnego „Kielce” od 6 lipca (sierpnia) 1920 do lutego 1921. Został awansowany do stopnia podpułkownika piechoty ze starszeństwem z dniem 1 czerwca 1919. W 1923, 1924 jako oficer nadetatowy 24 pułku piechoty w Łucku sprawował stanowisko komendanta Powiatowej Komendy Uzupełnień Łuck. We wrześniu 1926 roku został przydzielony do 24 pp z pozostawieniem w dyspozycji dowódcy Okręgu Korpusu nr II w Łucku. Z dniem 1 marca 1927 roku został mu udzielony dwumiesięczny urlop z zachowaniem uposażenia, a z dniem 30 kwietnia 1927 roku został przeniesiony w stan spoczynku.
W 1928 mieszkał w Łucku. W 1934 jako podpułkownik piechoty w stanie spoczynku był przydzielony do Oficerskiej Kadry Okręgowej nr I jako oficer przewidziany do użycia w czasie wojny i pozostawał wówczas w ewidencji Powiatowej Komendy Uzupełnień Warszawa Miasto III.
Po wybuchu II wojny światowej, kampanii wrześniowej i agresji ZSRR na Polskę z 17 września 1939 został aresztowany przez funkcjonariuszy NKWD. Prawdopodobnie na wiosnę 1940 został zamordowany przez NKWD na obszarze okupowanym przez sowietów. Jego nazwisko znalazło się na tzw. Ukraińskiej Liście Katyńskiej opublikowanej w 1994 (został wymieniony na liście wywózkowej 57/1-71 oznaczony numerem 2908, dosłownie określony jako Aleksander Telerzyński ur. 1876). Ofiary tej części zbrodni katyńskiej zostały pochowane na otwartym w 2012 Polskim Cmentarzu Wojennym w Kijowie-Bykowni.
Jego żoną była Janina z domu Czarnecka (primo voto Porczyńska, zmarła podczas transportu do Persji w 1940). Jego synem był Władysław (1912–1994).